# Золотой петушок
«Золотой петушок» — опера Николая Андреевича Римского-Корсакова, написанная в 1908 году по «Сказке о золотом петушке» А. С. Пушкина (либретто В. И. Бельского).

## История создания
Начало работы над оперой относится к осени 1906 года. Решение сочинять оперу на этот сюжет пришло очень быстро. Ещё в июле 1906 года Римский-Корсаков писал в письме Кругликову, что у него «нет охоты думать о каких-либо планах», а уже в октябре записывает шуточный стишок:
Сочинять хочу не в шутку
"Золотого петуха"
Хи, хи, хи, да ха, ха, ха.
Сочинение оперы происходило в стремительном темпе. В сентябре 1907 года партитура была завершена и отдана в печать. В январе 1908 года директор императорских театров В. А. Теляковский отдал либретто оперы в драматическую цензуру. Первоначально пропустив текст либретто без изменений, на другой день цензура взяла его обратно и потребовала множественных изменений. В итоге Римский-Корсаков был вынужден согласиться с некоторыми цензурными изменениями, впрочем, он потребовал, чтобы на спектакле продавались отдельно книжечки с полным текстом либретто в оригинальной версии. Однако при жизни композитора постановку оперы осуществить не удалось, она была поставлена лишь после его смерти.

## Сюжет и текст
Либретто оперы на основе стихов Пушкина создал Владимир Бельский, который также написал либретто к операм Римского-Корсакова «Сказка о царе Салтане» и «Сказание о невидимом граде Китеже и деве Февронии». Текст сказки сохранён в опере с минимальной правкой, но со значительными дополнениями, которые, в свою очередь, также написаны в стиле оригинала.
Помимо четырёх главных персонажей сказки (царь Дадон, звездочёт, Шамаханская царица и петушок), в опере появилась ещё и ключница, а воевода и два царевича обрели много реплик и имена: воевода Полкан, Гвидон-царевич (как царевич из «Сказки о царе Салтане») и Афрон-царевич. Опера разделяется на три акта, действие которых разворачивается соответственно в палатах Додона, в стане Шемаханской царицы и в предместье Додоновой столицы. Также в опере есть пролог и эпилог, которые объединяет звездочёт.

## Постановки
Мировая премьера прошла в Москве 24 сентября 1909 силами артистов Оперного театра Зимина под управлением Эмиля Купера (на сцене Театра Солодовникова). Премьеру предварял анонс: 

Последняя опера Н. А. Римского-Корсакова „Золотой петушок“, непринятая к постановке на Императорских сценах, пойдет в наступающем сезоне в оперном театре г. Зимина.— «Русские ведомости» за 16 (03) июля 1908 года
Постановку осуществил режиссёр Пётр Оленин, художник Иван Билибин; Шемаханская царица — Аврелия-Цецилия Добровольская, Додон — Николай Сперанский, Звездочёт — Владимир Пикок, Амелфа — Александра Ростовцева, Полкан — Капитон Запорожец, Гвидон — Фёдор Эрнст, Афрон — Андрей Диков, Золотой петушок — Вера Клопотовская.
6 ноября 1909 года опера была поставлена в московском Большом театре под управлением Вячеслава Сука; режиссёр Василий Шкафер, художник Константин Коровин; Шемаханская царица — Антонина Нежданова, Додон — Василий Осипов, Звездочёт — Антон Боначич.  История создания спектакля была сложной. Разрешение на осуществление спектакля пришлось ждать более года - политические намеки вызывали неудовольствие властей; на протяжении всей работы цензурный комитет вносил изменения в тексты и сценографию. К. Коровин даже предлагал полностью отменить постановку, а созданные костюмы использовать для оперы «Снегурочка».
За рубежом опера впервые была поставлена 15 апреля 1914 в Лондоне (на русском языке). В 1914 году в Париже состоялась премьера постановки оперы-балета «Золотой петушок» на русском языке (дирижёр Пьер Монтё, хореография Михаила Фокина, декорации  Натальи Гончаровой). В 1918 году в Нью-Йорке Адольф Больм воспроизвёл фокинскую оперу-балет в Метрополитен-опера. Другие постановки имели место в Берлине (1923), Вроцлаве (1950) и т. д.

## Действующие лица
| Персонаж           | Голос         | Исполнитель на премьере в Оперном театре Сергея Зимина 24 сентября 1909 (Дирижёр: Эмиль Купер) | Исполнитель на премьере в Большом театре 6 ноября 1909 (Дирижёр: Вячеслав Сук) |
| ------------------ | ------------- | ---------------------------------------------------------------------------------------------- | ------------------------------------------------------------------------------ |
| Царь Додон         | бас           | Николай Сперанский                                                                             | Василий Осипов                                                                 |
| Царевич Гвидон     | тенор         | Фёдор Эрнст                                                                                    | Семён Гарденин                                                                 |
| Царевич Афрон      | баритон       | Андрей Диков                                                                                   | Николай Чистяков                                                               |
| Воевода Полкан     | бас           | Капитон Запорожец                                                                              | Христофор Толкачёв                                                             |
| Ключница Амелфа    | контральто    | Александра Ростовцева                                                                          | Серафима Синицына                                                              |
| Звездочёт          | тенор-альтино | Владимир Пикок                                                                                 | Антон Боначич                                                                  |
| Шемаханская царица | сопрано       | Аврелия-Цецилия Добровольская                                                                  | Антонина Нежданова                                                             |
| Золотой петушок    | сопрано       | Вера Клопотовская                                                                              | Евгения Попелло-Давыдова                                                       |

Второстепенные персонажи: бояре, боярские жёны и дети, слуги, стража, народ, ратники, пушкари, рабыни, скороходы, арапчата.

## Записи

### Аудиозаписи
| Год  | Организация | Дирижёр                         | Солисты | Издатель и каталожный номер                             | Примечания                  |
| ---- | --- | ------------------------------- | --- | ------------------------------------------------------- | --------------------------- |
| 1945 | Метрополитен-опера (Нью-Йорк) | Эмиль Купер                     | Додон — Norman Cordon, Гвидон — Richard Manning, Афрон — Hugh Thompson, Полкан — John Gurney, Амелфа — Margaret Harshaw, Звездочёт — Anthony Marlowe, Шемаханская царица — Patrice Munsel, Петушок — Thelma Votipka | Omega Opera Archive 214; Bensar OL 31045                | На английском               |
| 1951 | Хор и оркестр Всесоюзного радио | Александр Гаук                  | Додон — Алексей Королёв, Гвидон — Павел Чекин, Афрон — Левон Хачатуров, Полкан — Сергей Красовский, Амелфа — Антонина Клещёва, Звездочёт — Павел Понтрягин, Шемаханская царица — Надежда Казанцева, Петушок — Лина Шухат |                                                         | Aquarius Classic AQVR 350-2 |
| 1961 | Хор и Национальный симфонический оркестр Итальянского радио (Рим)                                                                    | Массимо Фречча                  | Додон — Борис Христов, Гвидон — Aldo Bertocci, Афрон — Mario Borriello, Полкан — Giorgio Tadeo, Амелфа — Giovanna Fioroni, Звездочёт —Tommaso Frascati, Шемаханская царица — Gianna D' Angelo, Петушок — Maria Monaci | Michael D. Polimmeni MDP Collectors Limited Edition 023 | На итальянском              |
| 1962 | Хор и оркестр Всесоюзного радио | Евгений Акулов, Алексей Ковалёв | Додон — Алексей Королёв, Гвидон — Юрий Ельников, Афрон — А. Поляков, Полкан — Леонид Ктиторов, Амелфа — Антонина Клещёва, Звездочёт — Геннадий Пищаев, Шемаханская царица — Клара Кадинская, Петушок — Н. Полякова | Д 010653-8, C 0377-82                                   |                             |
| 1968 | Хор и оркестр Всесоюзного радио | Евгений Акулов, Алексей Ковалёв | Состав тот же, что в записи 1962 года | MEL CD 10 02331                                         |                             |
| 1971 | Нью-Йоркская городская опера | Юлиус Рудель                    | Додон — Norman Treigle, Гвидон — Gary Glaze, Афрон — David Rae Smith, Полкан — Edward Pierson, Амелфа — Muriel Costa-Greenspon, Звездочёт — Enrico Di Giuseppe, Шемаханская царица — Beverly Sills, Петушок — Syble Young | BJR S 142                                               | На английском               |
| 1979 | Хор Шотландской оперы, Шотландский симфонический оркестр BBC                                                                         | Генри Льюис                     | Додон — William McCue, Гвидон — John Robertson, Афрон — Donald Maxwell, Полкан — Norman White, Амелфа — Claire Livingstone, Звездочёт — John Winfield, Шемаханская царица — Elizabeth Gale, Петушок — Marie Slorach |                                                         | На английском               |
| 1985 | Болгарская национальная опера | Димитр Манолов                  | Додон — Nicolai Stoilov, Гвидон — Ljubomir Bodurov, Афрон — Emil Ugrinov, Полкан — Kosta Videv, Амелфа —Evgenia Babacheva, Звездочёт — Lyubomir Diakovski, Шемаханская царица — Elena Stoyanova, Петушок — Yavora Stoilova | Capriccio 10 760/61 (1996)                              |                             |
| 1987 | Академический Большой хор Всесоюзного Радио и Телевидения, Академический симфонический оркестр Московской Государственной филармонии | Дмитрий Китаенко                | Додон — Евгений Нестеренко, Гвидон — Вячеслав Войнаровский, Афрон — Владимир Свистов, Полкан — Алексей Мочалов, Амелфа — Раиса Котова, Звездочёт — Борис Тархов, Шемаханская царица — Елена Устинова, Петушок — Ольга Шалаева | Мелодия А10 00531-6 (1989)                              | MEL CD 10 01398 (2008)      |
| 1988 | Хор и оркестр Большого театра СССР                                                                                                   | Евгений Светланов               | Додон — Артур Эйзен, Гвидон — Аркадий Мишенькин, Афрон — Владимир Редькин, Полкан — Николай Низиенко, Амелфа — Нина Григорьева (Гапонова), Звездочёт — Олег Биктимиров, Шемаханская царица — Елена Брылёва, Петушок — Ирина Удалова | Мелодия А10 00655 003 (1990)                            |                             |
| 1998 | Ковент-Гарден | Владимир Юровский               | Додон — Паата Бурчуладзе (Paata Burchuladze), Гвидон — Илья Левинский (Ilya Levinsky), Афрон — Гэри Маги (Gary Magee), Полкан —Максим Михайло (Maxim Mikhailov II), Амелфа — Александра Дурсенёва (Alexandra Dursseneva), Звездочёт — Жан-Поль Фушекур (Jean-Paul Fouchécourt), Шемаханская царица — Елена Келесиди (Elena Kelessidi), Петушок — Джиллиан Уэбстер (Gillian Webster) | Premier Opera Ltd. CDNO 11042 (2003)                    |                             |

Источники:, 

### Видеозаписи
| Год  | Организация                                                          | Режиссёр         | Дирижёр           | Солисты | Производитель                    | Примечания           |
| ---- | -------------------------------------------------------------------- | ---------------- | ----------------- | --- | -------------------------------- | -------------------- |
| 1971 | Нью-Йоркская городская опера                                         |                  | Юлиус Рудель      | Додон — Norman Treigle, Гвидон — Gary Glaze, Афрон — David Rae Smith, Полкан — Edward Pierson, Амелфа — Muriel Costa-Greenspon, Звездочёт — Enrico Di Giuseppe, Шемаханская царица — Beverly Sills, Петушок — Syble Young           | BJR S 142                        | На английском        |
| 1986 | Армянский академический театр оперы и балета имени А. А. Спендиарова | Роман Тихомиров  | Арам Катанян      | Додон — Григор Гонджиян, Гвидон — Рубен Кубелян, Афрон — Сергей Шушарджан, Полкан — Арутюн Караджан, Амелфа —Мариэтта Шахвердян, Звездочёт — Гранд Айвазян, Шемаханская царица — Эллада Чахоян, Петушок — Сусанна Мартиросян        | Гостелерадио СССР                | (недоступная ссылка) |
| 1988 | Хор и оркестр Большого театра СССР                                   | Георгий Ансимов  | Евгений Светланов | Додон — Артур Эйзен, Гвидон — Аркадий Мишенькин, Афрон — Владимир Редькин, Полкан — Николай Низиенко, Амелфа — Нина Григорьева (Гапонова), Звездочёт — Олег Биктимиров, Шемаханская царица — Елена Брылёва, Петушок — Ирина Удалова | Гостелерадио СССР                | (недоступная ссылка) |
| 2002 | Оркестр Парижа, хор Мариинского театра                               | Энносуке Итикава | Кент Нагано       | Додон — Альберт Шагидулин, Гвидон — Илья Левинский, Афрон — Андрей Бреус, Полкан — Илья Банник, Амелфа — Елена Манистина, Звездочёт — Барри Бэнкс, Шемаханская царица — Ольга Трифонова, Петушок — Maria Saenz                      | TDK «Mediactive» DV-OPLCO (2004) |                      |

Источники:, 